# حسین ریاض
حسین ریاض (۱۳ ژانویهٔ ۱۸۹۷ – ۱۷ ژوئیهٔ ۱۹۶۵) هنرپیشه اهل مصر بود. او با حضور در ۳۲۰ فیلم، ۲۴۰ تئاتر، ۱۵۰ برنامه رادیویی و ۵۰ برنامه تلویزیونی، از پرکارترین هنرپیشه‌های مصری است.